# Raúl Isaac González
Raúl Isaac González San Vicente (2 dicembre 1956) è un ex calciatore cileno, di ruolo difensore.

## Carriera

### Club
Ha giocato in patria con Palestino e Santiago Wanderers, quindi si trasferisce in Sud Africa giocando per Moroka Swallows e Bush Bucks.

### Nazionale
Nel 1979 ha giocato 4 partite in Nazionale, prendendo parte alla Copa América di quell'anno.